# Стратмир (Њу Џерзи)
Стратмир (енгл. Strathmere) насељено је место без административног статуса у америчкој савезној држави Њу Џерзи.

## Демографија
По попису из 2010. године број становника је 158, што је 17 (-9,7%) становника мање него 2000. године.
| Група             | 2000.       | 2010.       |
| Белци             | 170 (97,1%) | 156 (98,7%) |
| Афроамериканци    | 0 (0,0%)    | 0 (0,0%)    |
| Азијати           | 2 (1,1%)    | 0 (0,0%)    |
| Хиспаноамериканци | 3 (1,7%)    | 1 (0,6%)    |
| Укупно            | 175         | 158         |